# World Series of Poker 1988
1988 års World Series of Poker (WSOP) pokerturnering hölls vid Binion's Horseshoe.

## Inledande event
| Event                        | Vinnare           | Pris (USD) | Tvåa               |
| ---------------------------- | ----------------- | ---------- | ------------------ |
| $1 500 Limit Hold'em         | Val Carpenter     | $223 800   | Jack Keller        |
| $1 500 No Limit Hold'em      | Russ Gibe         | $181 800   | Hans "Tuna" Lund   |
| $2 500 Pot Limit Omaha       | Gilbert Gross     | $181 000   | Hugh Todd          |
| $5 000 Seven Card Stud       | Thor Hansen       | $158 000   | David Heyden       |
| $1 000 Limit Omaha           | David Helms       | $91 200    | Don Williams       |
| $1 500 Seven Card Stud Split | Lance Hilt        | $123 600   | Joe Petro          |
| $500 Ladies' Seven Card Stud | Loretta Huber     | $17 000    | Ester Rossi        |
| $1 500 Seven Card Stud       | Merrill Hunt      | $130 200   | Johnny Moss        |
| $5 000 Deuce to Seven Draw   | Seymour Leibowitz | $157 500   | David "Chip" Reese |
| $1 500 Ace to Five Draw      | Johnny Moss       | $116 400   | Richard Chase      |
| $1 000 Seven Card Razz       | Don Williams      | $76 800    | Art Youngblood     |

## Main Event
167 stycken deltog i Main Event. Varje deltagare betalade $10 000 för att delta.

### Finalbordet
| Placering | Namn            | Pris     |
| --------- | --------------- | -------- |
| 1         | Johnny Chan     | $700 000 |
| 2         | Erik Seidel     | $280 000 |
| 3         | Ron Graham      | $140 000 |
| 4         | Humberto Brenes | $83 050  |
| 5         | T.J. Cloutier   | $63 000  |
| 6         | Jim Bechtel     | $49 000  |